# 司馬安之
司马安之（?—?），东晋宗室，晋元帝四子武陵威王司馬晞玄孙，临川王司馬寶之子。
晋元帝的四叔司馬漼原来被封为淮陵王（治今安徽省明光市女山湖镇邵岗境内）。后来绝嗣。隆安三年（399年）正月封司馬晞之孙司馬蘊封为淮陵王，承嗣司馬漼。义熙十一年（415年）三月，司馬蘊去世。司马安之出继司马蕴，封为淮陵王。元熙二年（420年）刘宋代晋，淮陵国除。
| 前任： 司馬蘊 | 晋朝淮陵王 ？－420年 | 繼任： 国除 |